# 대한민국 상법 제291조
대한민국 상법 제291조는 주식설립 당시의 주식발행사항의 결정에 대한 상법 회사법의 조문이다.  2011년 4월 14일 일부 개정되었으며, 2012년 4월 15일부터 시행되었다.

## 조문
제291조(설립 당시의 주식발행사항의 결정) 회사설립 시에 발행하는 주식에 관하여 다음의 사항은 정관으로 달리 정하지 아니하면 발기인 전원의 동의로 이를 정한다.
1. 주식의 종류와 수
2. 액면주식의 경우에 액면 이상의 주식을 발행할 때에는 그 수와 금액
3. 무액면주식을 발행하는 경우에는 주식의 발행가액과 주식의 발행가액 중 자본금으로 계상하는 금액

## 판례
P가 정관 제50조에서 규정한 회사성립 후 양수할 재산의 매입을 위하여 이 사건 공동사업투자협약 보충서(2017. 6. 12.자) 제4조에 따라 F 주식회사가 현금증자를 하도록 이사회를 개최하고 주식발행을 해야 함에도 이를 이행하지 않는 것은 상법 제291조에서 규정한 주식발행사항의 결정이 없거나 위 규정을 위반한 때에 해당한다

## 같이 보기
- 발기인

1. ↑  부산지방법원 2019. 7. 24. 선고 2019가합138 판결 [회사설립무효]